# Ambasada Grecji przy Stolicy Apostolskiej
Ambasada Grecji przy Stolicy Apostolskiej – misja dyplomatyczna Republiki Greckiej przy Stolicy Apostolskiej. Ambasada mieści się w Rzymie.

## Historia
Ambasada Grecji przy Stolicy Apostolskiej została otwarta w 1988.